# David Verney, 21. Baron Willoughby de Broke

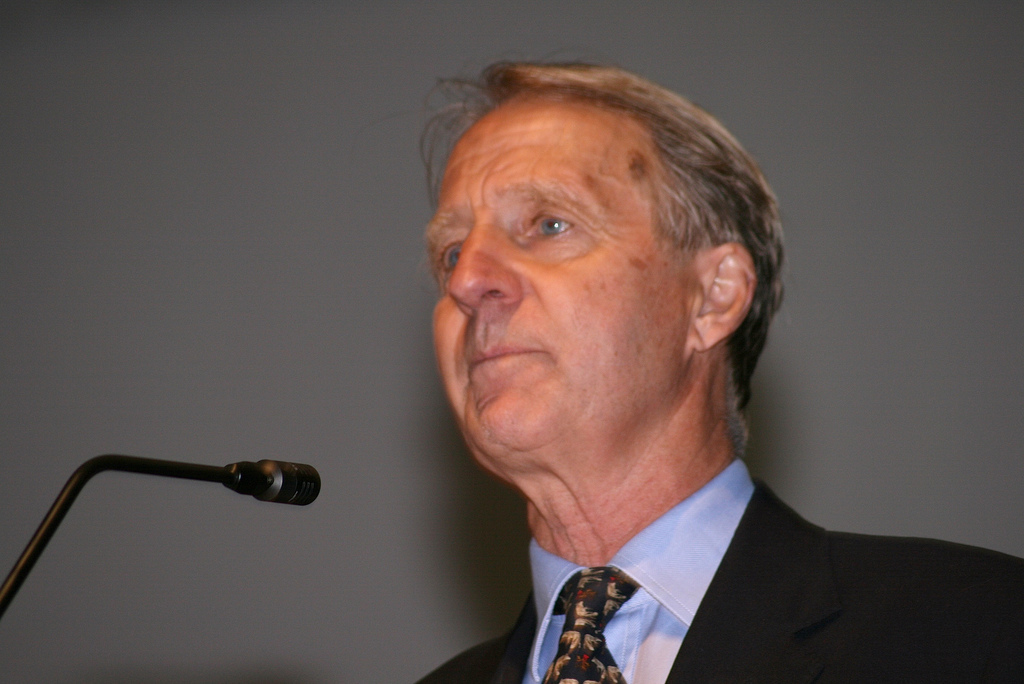
David Verney, 2009

Leopold David Verney, 21. Baron Willoughby de Broke, FRSA, FRGS (* 14. September 1938) ist ein britischer Peer und Politiker.
Er ist der Sohn von John Verney, 20. Baron Willoughby de Broke und dessen Gattin Rachel Wrey. Beim Tod seines Vaters 1986 erbte er dessen Adelstitel Baron Willoughby de Broke sowie den damit verbundenen erblichen Sitz im House of Lords. Als 1999 durch die Verabschiedung des House of Lords Act von 1999 die Erblichkeit von Parlamentssitzen abgeschafft wurde, gehörte er zu den 90 hereditary peers, die gewählt wurden, um im House of Lords zu bleiben. Ursprünglich gehörte er der Conservative Party an, wechselte jedoch 2007 zur UKIP, aus der er im Herbst 2018 austrat und ist seither parteilos.
Von 1999 bis 2004 war er Präsident des Heart of England Tourist Board.
Er war 1965 bis 1989 in erster Ehe mit Petra Daphne Aird (* 1944), der Tochter von Colonel Sir John Renton Aird, 3. Baronet verheiratet. Seit 2003 ist er mit Alexandra du Luart, einer Enkelin von Rab Butler, verheiratet. Mit seiner ersten Frau hat er drei Söhne, u. a. Rupert Greville Verney, seinen Erben. Außerdem hat er zwei Stieftöchter.